# Airco D.H.9A
Airco D.H.9A, mezi osádkami známý spíše pod přezdívkou „Nine-Ack“, byl britský dvoumístný dvouplošný bombardér vyráběný firmou Airco, používaný během první světové války i po ní. Vznikl jako náhrada za nepříliš úspěšný typ Airco D.H.9. Jeho nástupcem se na základě specifikace 26/27 stal Westland Wapiti.

## Vznik a vývoj

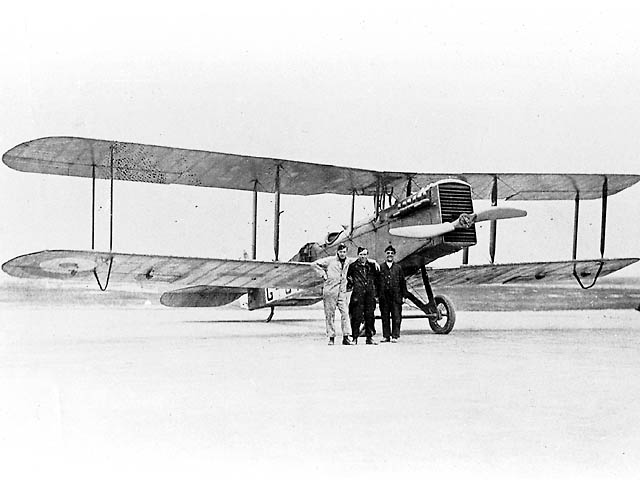
Další stroj D.H.9A s civilní registrací

Zklamání výkony D.H.9 vedlo k rychlé snaze najít za něj náhradu. Řešením zprvu měla být instalace výkonnějšího motoru, jako se mezitím stalo i u typu Airco D.H.4, který měl D.H.9 původně nahradit (D.H.4 zprvu poháněly motory o výkonu 230-285 hp, ovšem skutečný úspěch znamenaly až výkonné verze poháněné motory Rolls-Royce Eagle VIII o výkonu 360 hp, které se díky své rychlosti mohly dostat nad cíle téměř neohrožovány německými stíhači, takže se mohly odvažovat létat i za dne přes linii fronty bez stíhacího doprovodu). Nakonec ale, ve snaze zvýšit bojovou hodnotu „náhrady za D.H.4“, nový stroj byl prakticky zcela překonstruován.
Protože mateřská firma byla v té době plně vytížena prací na novém typu Airco D.H.10 Amiens, byly práce na náhradě za D.H.9 přesunuty k firmě Westland Aircraft. Stroj měl zcela nové nosné plochy, se zvětšeným rozpětím i plochou, trup postihly na první pohled jen menší změny (ovšem byl výrazně strukturálně zesílen, stejně jako podvozek — nový typ měl v sériové podobě vzletovou hmotnost vyšší o 22,5 %). Zcela překonstruována byla příď, motor dostal nový čelní chladič (tvarově podobný chladiči na stíhačce Royal Aircraft Factory S.E.5a, ovšem s výrazně větší chladicí plochou — ostatně bylo nutné odvést teplo z motoru o cirka dvojnásobném výkonu). Kvůli značné (a stále rostoucí) poptávce po motorech Rolls-Royce Eagle se počítalo jako se standardní pohonnou jednotkou s motory Liberty 12A, které měly být nakupovány ve Spojených státech. Ovšem dva prototypy ze tří byly poháněny Eagly VIII (první prototyp vzlétl s Eaglem v únoru 1918, stroj s motorem Liberty se do vzduchu až o měsíc později). První sériový stroj (s/n C6122), již s americkým motorem, byl zalétán v dubnu 1918, ale výroba se rozbíhala pomalu — do konce června bylo předáno jen osmnáct strojů (v červenci pak byl jeden stroj s motorem Liberty v Martlesham Heath porovnáván s jiným, poháněným Eaglem — porovnání dopadlo více-méně nerozhodně, stroj sice byl poněkud rychlejší a měl vyšší dostup, ale zase nedokázal nést takový náklad pum jako stroj poháněný Eaglem; stroje s motory Liberty nakonec v praxi nosily stejný náklad jako starší D.H.4). Výroba paradoxně byla za proponovaným harmonogramem i díky dodávkám motorů — bylo objednáno 3000 motorů Liberty, které měly být dodány do konce července 1918, ovšem v srpnu byly dodávky pozastaveny, po dodání pouhých 1050 motorů. Menší část vyrobených D.H.9A tak dostala motory Eagle VIII, kterých firma Rolls-Royce dokázala vyrábět dost k pokrytí větší části poptávky.
Celkem bylo během války objednáno 2250 strojů Airco D.H.9A u šesti dodavatelů, ovšem po skončení války bylo dokončeno jen 1730 strojů, zbytek zakázek byl stornován (přitom do 31. prosince 1918 bylo vyrobeno jen 885 letounů). Později bylo na základě zcela nových, poválečných kontraktů postaveno dalších 267 kusů, ovšem ty dostaly přiděleny zcela nová sériová čísla (na jejich výrobě se podílelo sedm různých finálních dodavatelů).

## Nasazení v RAF během I. světové války
Do konce války bylo na nový typ přezbrojeno pouze osm squadron RAF, pouze 4 byly bojově nasazeny ve Francii, dvě sloužily v Británii při protiponorkových patrolách a dvě nebyly do podepsání příměří z Compiègne ještě plně operační. Jako první byla přezbrojena 110. squadrona RAF (No. 110 Hyderabad Squadron), která nové stroje dostává až v červenci 1918, v té době bázující na základně RAF Kenley. Do Francie, k Independent Force je přesunuta 1. července 1918. Ovšem i přes vyšší výkony než měl typ D.H.9 squadrona během dvou měsíců operační služby utrpěla poměrně značné ztráty — 17 strojů bylo ztraceno působením nepřítele, dalších 28 strojů  bylo odepsáno při haváriích.

## Specifikace (D.H.9A s motorem Liberty 12A)

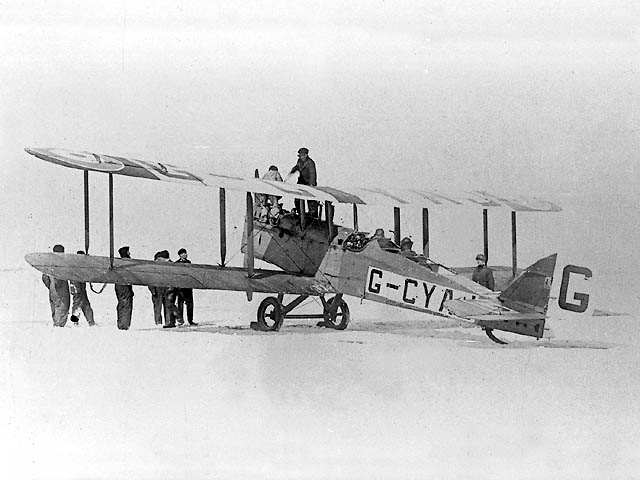
Letoun D.H.9A, nesoucí civilní registraci G-CYAJ (ex- RAF s/n E998, vyroben firmou Whitehead Aircraft Limited jako součást kontraktu na stavbu 400 strojů D.H.9A sériových čísel E701-E1100), létal u Trans Canada Flight; do Kanady byl dodán spolu s dalšími deseti stroji sériových čísel E992-E1002; D.H.9A G-CYAJ byl odepsán v září 1927

### Technické údaje
- Osádka: 2 (pilot, střelec/pozorovatel)
  - Výkon motoru: 420 hp (313 kW)
- Rozpětí: 14,005 m
- Délka: 9,220 m
- Výška: 3,454 m
- Nosná plocha: 45,22 m²
- Hmotnost prázdného stroje: 1270 kg
- Vzletová hmotnost : 2107 kg
- Pohonná jednotka: 1 × kapalinou chlazený vidlicový dvanáctiválec Liberty 12A

### Výkony
- Maximální rychlost:
  - 198 km/h na úrovni hladiny moře
  - 184 km/h ve výšce 3048 m
- Dostup: 5105 m
- Čas výstupu do 3048 m: 15 min 45 sec
- Vytrvalost: 5 hod 15 min

### Výzbroj
- 1 ×synchronizovaný kulomet Vickers ráže .303" (7,7 mm) ovládaný pilotem
- 1 nebo 2 × pohyblivý kulometyLewis ráže .303" ovládané pozorovatelem, lafetované na oběžném kruhu Scarff
- maximálně 336 kg pum (běžný náklad do 209 kg)